# New Orleans Jazz 1976-1977
La stagione 1976-77 dei New Orleans Jazz fu la 3ª nella NBA per la franchigia.
I New Orleans Jazz arrivarono quinti nella Central Division della Eastern Conference con un record di 35-47, non qualificandosi per i play-off.

## Roster
| N° | Naz.                   | Ruolo | Sportivo       | Anno | Alt. | Peso |
| -- | ---------------------- | ----- | -------------- | ---- | ---- | ---- |
| 4  | Stati Uniti (bandiera) | G     | Freddie Boyd   | 1950 | 188  | 82   |
| 7  | Stati Uniti (bandiera) | G     | Pete Maravich  | 1947 | 196  | 89   |
| 11 | Stati Uniti (bandiera) | AC    | Ron Behagen    | 1951 | 206  | 84   |
| 12 | Stati Uniti (bandiera) | A     | E.C. Coleman   | 1950 | 203  | 102  |
| 14 | Stati Uniti (bandiera) | G     | Mo Howard      | 1954 | 188  | 77   |
| 15 | Stati Uniti (bandiera) | GA    | Bud Stallworth | 1950 | 196  | 86   |
| 22 | Stati Uniti (bandiera) | GA    | Nate Williams  | 1950 | 196  | 98   |
| 23 | Stati Uniti (bandiera) | A     | Aaron James    | 1952 | 203  | 95   |
| 25 | Stati Uniti (bandiera) | G     | Gail Goodrich  | 1943 | 185  | 77   |
| 30 | Stati Uniti (bandiera) | AC    | Paul Griffin   | 1954 | 206  | 93   |
| 33 | Stati Uniti (bandiera) | G     | Jim McElroy    | 1953 | 191  | 86   |
| 34 | Stati Uniti (bandiera) | AC    | Otto Moore     | 1946 | 211  | 93   |
| 41 | Stati Uniti (bandiera) | G     | Andy Walker    | 1955 | 193  | 86   |
| 53 | Stati Uniti (bandiera) | AC    | Rich Kelley    | 1953 | 213  | 107  |

## Staff tecnico
- Allenatori: Butch van Breda Kolff (14-12) (fino al 14 dicembre)[1], Elgin Baylor (21-35)
- Vice-allenatore: Elgin Baylor (fino al 14 dicembre)